# Coregonus widegreni
Coregonus widegreni es una especie de pez de la familia Salmonidae en el orden de los Salmoniformes.

## Morfología
Los machos pueden llegar alcanzar los 50 cm de longitud total y 2.000 g de peso.

## Reproducción
Es ovíparo y entierra los huevos en nidos desprotegidos.

## Alimentación
Come invertebrados  planctónicos y  bentónicos.

## Distribución geográfica
Se encuentra en Europa: Alemania, Polonia, Finlandia y Rusia.